# Munition non toxique
Dans le cadre des munitions de tous types, il existe effectivement des munitions dites "non-tox".
Trois lignes de travaux se dégagent des efforts entrepris.

## Premièrement
Les produits chimiques utilisés actuellement dans la composition des balles comme le plomb, laissent encourir à plus ou moins long terme, s'ils ne sont pas traités correctement, des risques sanitaires avérés. (Ex: Saturnisme pour le plomb)
Dans le but de diminuer ces risques, certains fabricants ont développé des munitions "bio" (alliage moins couteux dans son traitement) et les pouvoirs publics ont pris des dispositions. (Balle plomb interdite pour la chasse au gibier d'eau. Risques de contamination des nappes phréatiques, de pollution chimique de l'habitat du gibier et en conséquence de l'homme qui le mange)

## Deuxièmement
Dans un cadre plus spécifique qu'est le tir sportif en stand couvert, ces munitions ont été développées afin de diminuer l'absorption massive d'imbrûlés de poudre par les tireurs. Pour ce faire, certains éléments chimiques comme le salpêtre, la potasse, le magnésium...n'apparaissent plus dans la composition des poudres ou ont été modifiés.

## Troisièmement
L'étui fait aussi l'objet de recherches. En effet, l'indétrônable étui en cuivre ou en laiton, même s'il fait de la résistance chez les spécialistes du fait de son possible rechargement ou recalibrage, est depuis quelques années remplacé par certains tireurs par un étui en aluminium.
Cet étui trouve son intérêt dans sa facilité de recyclage. (Mais vous ne trouverez pas d'étui en aluminium chez un passionné ou spécialiste car il est à usage unique et n'importe quel tireur n'est pas prêt à casser sa tirelire dans l'achat de matériel de rechargement)

## Inconvénients
Ces munitions dites "non-tox" ne remportent pas encore un succès commercial du fait de leur coût. Elles restent bien au-dessus des tarifs des munitions traditionnelles.

## Sources
- Firme FIOCCHI, Spécialiste en munitions (Fournisseur officiel de Beretta)
- Firme PMP DENEL, Fabricant sud-africain